# 桑托尔索
桑托尔索（義大利語：Santorso），是意大利威尼托大区维琴察省的一个市镇。总面积13平方公里，人口5823人，人口密度447.9人/平方公里（2009年）。国家统计（ISTAT）代码为024095。

## 友好城市
- 義大利韦亚诺
- 瑞士布里薩戈